# Critica artistica
La critica artistica è la discussione dell'arte visiva.
I critici d'arte solitamente analizzano l'arte in un contesto estetico o di teoria della bellezza. Uno degli obiettivi della critica è quello di ottenere delle basi razionali per la valutazione e l'apprezzamento dell'arte. La varietà dei manufatti artistici ha reso necessaria la divisione della critica artistica in differenti discipline, ciascuna di esse utilizza i propri criteri per giudicare le opere.
La divisione più comune è quella fra critica storica, che ha tratti in comune con lo studio della storia dell'arte, e critica contemporanea, ovvero la valutazione dei lavori di artisti viventi. La critica contemporanea risulta spesso smentita dalla critica storica, e sono numerosi i casi di artisti acclamati dalla critica e poi dimenticati dalla storia (come i pittori accademici del tardo XIX secolo) o movimenti artistici inizialmente disprezzati e in seguito riabilitati dalla critica (come i primi lavori degli impressionisti).

## Storia
La critica d'arte, intesa come valutazione e interpretazione delle opere, ha avuto un punto di partenza nel Seicento, quando il bolognese Giovanni Battista Agucchi
pubblicò una lunga descrizione sulle opere di Annibale Carracci, seguito immediatamente dopo dal Bellori. Ma solo nel Settecento, durante le esposizioni d'arte parigine, il critico assurse al ruolo di commentatore informatore ed educatore del pubblico. Nei secoli precedenti non sono mancate episodiche manifestazioni di critica d'arte, basti pensare alla descrizione dello scudo di Achille compiuta da Omero nell'Iliade, talmente ricca e accurata di elementi culturali da consentire al lettore-ascoltatore un paragone fra l'ambiente omerico e l'arte cretese-micenea. In altri casi, gli stessi artisti, quali Policleto e Vitruvio si soffermarono a descrivere canoni, proporzioni, prospettiva, degni della funzione di divulgazione e di trattatistica. Però, generalmente, i cenni di critica d'arte non si rintracciarono su testi specifici, bensì su quelli più vari, dalle opere poetiche a quelle filosofiche.
Se nel periodo di arte barbarica la tendenza fu quella di prestare maggiore riguardo al materiale utilizzato, a scapito della considerazione per l'artista, nell'XI secolo agli scritti elogiativi delle architetture delle chiese si aggiunsero anche citazioni biografiche dell'artista, personaggio ormai degno di essere menzionato e ricordato. Nell'anno 1381 lo storico Filippo Villani anticipò le prime biografie ante litteram nei suoi libri dedicati alla città di Firenze ed ai suoi artisti, la costruzione della cupola del duomo di Firenze diede l'occasione ad Antonio Tucci Manetti di esporre la prima ampia biografia d'arte riconosciuta, ossia quella su Brunelleschi. Nel Quattrocento sorse la storiografia artistica relativa alla vita e alle opere, e comprendente anche giudizi di merito. Uno dei maggiori rappresentanti della critica d'arte, in questo periodo, fu Lorenzo Ghiberti, che scrisse i Commentari.
Con il Cinquecento si diffuse la storiografia interregionale, grazie al Paolo Giovio che consigliò il Vasari in un progetto straordinario per le descrizioni critiche e la quantità dei dati raccolti. Dal Seicento in poi, grazie ai lavori di Giovanni Battista Agucchi, l'attenzione dei critici si soffermò sulle stile dell'artista, nel tentativo di ricondurre l'immagine artistica in una traduzione letteraria. In questo secolo la personalità più eminente fu Pietro Bellori che imperniò il suo modello di critica sugli ideali classici, tenendo come riferimento i canoni del classicismo.
Durante il secolo dei lumi Denis Diderot, con i suoi appunti e le sue epistole riguardanti i vari Salons, aprì le porte alla critica di attualità e all'arte impegnata. Se nella seconda metà del Settecento Johann Joachim Winckelmann propose una mastodontica Storia dell'arte, penalizzante però nei confronti del Medioevo, la stessa "era di mezzo" venne rivalutata dai critici romantici, degnamente rappresentati da studiosi come John Ruskin. Nella seconda metà dell'Ottocento la "teoria della pura visibilità" introdotta da Konrad Fiedler e Adolf von Hildebrand consentì alla critica d'arte di compiere un passo in avanti, liberandola dai vincoli del modello di imitazione della natura e di progresso dell'arte consequenziale, e arricchendola di nuovi e più efficaci elementi interpretativi dei diversi linguaggi degli artisti. Complessivamente, sia l'idealismo sia il positivismo influenzarono la critica d'arte ottocentesca.
Con il pensiero di Benedetto Croce, sia la coscienza critica sia la concezione artistica, ricevettero un nuovo impulso, grazie alla visione dell'arte come espressione di sentimenti e al superamento della indagine filologica a vantaggio della figura dello storico e del critico. Negli anni immediatamente successivi, Lionello Venturi fu uno dei precursori della storia della critica d'arte, e di alcuni pilastri fondamentali quali la distinzione fra arte e gusto. Sempre nel Novecento si è rivelata fruttuosa la moltiplicazione di orientamenti critici avvenuta in Francia, in Inghilterra e in America, che ha sviluppato una letteratura critica sorta in tempo reale con le innovazioni artistiche.
Nella storia recente in Italia si annovera una schiera di critici e storici dell'arte contemporanea quali Paolo Battaglia La Terre Borgese, Federico Zeri, Paolo Levi, Achille Bonito Oliva, Paolo Rizzi, Jean-François Bachis-Pugliese e di divulgatori quali Vittorio Sgarbi, Philippe Daverio, Gregorio Rossi, Daniele Radini Tedeschi, Nicolás Isasi, tutti accomunati da un professionismo mediatico, elemento indispensabile alla divulgazione dell'arte tutta del XX secolo.